# 全国キャンディーズ連盟
全国キャンディーズ連盟（ぜんこくキャンディーズれんめい）とは、かつて存在したアイドルグループのキャンディーズのファン団体である。略称は「全キャン連」。
キャンディーズ解散後は事実上消滅していたが、解散30周年を記念するイベント「全国キャンディーズ連盟2008大同窓会」の主催者として「復活」した。

## 概要
このグループは、1975年10月に蔵前国技館で開催されたコンサート、「キャンディーズ10000人カーニバル」を主催した「キャンディーズ・カーニバル実行委員会」が母体となっていると伝えられている。
1976年、キャンディーズファンクラブ関東支部会報｢キャンディーズタイムス｣（後述）の第3号に｢全国大学キャンディーズ連盟を結成しよう!｣という呼びかけが掲載されたのを機に、この実行委員会がシフトして「全国大学生キャンディーズ連盟」が発足したものと推測され、更に｢全国キャンディーズ連盟＝全キャン連｣へと発展してゆく。
一説には学生運動から武闘派層が移行したと伝えられてはいるが、実際に当時活動していたファンたちは政治色を微塵も感じ取れない人たちばかりであった。
もともと、渡辺プロダクション友の会キャンディーズファンクラブ内には自発的に結成されたグループがあり、全国各地域に点在して、それぞれ○○支部と称していた。
キャンディーズの場合、その中心となっていたのは東京支部で1974年春に結成されている。その当時、ファンクラブ全体の会員数は500名程度であった。
1975年2月21日に発売された「年下の男の子」が大ヒットし、ファンクラブ会員が激増。東京支部の会員だけでも1000人を超過し、関東支部と改名して同年12月から独自の会報「キャンディーズ タイムス」を発行するようになる。
全キャン連とは、これらのファンクラブ各支部会員をはじめ、非会員も含めたメンバーで構成されていたものであるが、かつての支部会員には「自分は全キャン連ではなかった」と証言する人もいる。
また、渡辺プロ友の会キャンディーズファンクラブ以外に、全国規模の私設団体でスーパーキャンディーズというグループが存在した。（キャンディーズの楽曲であるスーパーキャンディーズは後発）
同年末には既に活動をしており、友の会に対しては敵対心のようなものを抱くメンバーも居た。
主に一般ファンと同様の活動ではあったものの、バイクでキャンディーズの乗ったクルマを追跡するなど、過激な行動をする者がいたため友の会側からは問題視されていた。
しかし、全キャン連は、スーパーキャンディーズを排除するどころか好意的に受け入れ、紆余曲折はあったものの事実上は発展的吸収された。
1977年7月17日、日比谷野外音楽堂で行われたコンサートでキャンディーズは解散を宣言。本人たちは9月に解散と発表したが、スタッフ側との話し合いが持たれた結果、翌年4月に延期された。
ファンたちもキャンディーズの意思を尊重して解散を支持、「ありがとうカーニバル」と銘打った最終ツアーをサポートするため、全キャン連メンバーが精力的に活動した。この際、全国のファンたちを統括したのが「キャンディーズ・カンパニー」という組織で、東京都渋谷区道玄坂に拠点を置いていた。ここで活動していたスタッフは、キャンディーズ解散後に「ギャラクシー」という会社を設立し、各地でフィルムコンサートなどを行った他、ビデオ、DVD制作も手がけた。
1978年4月4日、後楽園球場でお別れコンサートである「ファイナルカーニバル」が開催され、キャンディーズは活動を停止、解散した。

## 「復活」後の動き
キャンディーズ解散から30年が経過した2008年4月4日、後楽園球場跡地のJCBホールに於いて「全国キャンディーズ連盟2008大同窓会 CANDIES CHARITY CARNIVAL」というフィルムコンサートが開催され、約2000人の観客が往時を懐かしんだ。コンサート開催にあたってはかつてのキャンディーズのマネージャーで当時アミューズ会長だった大里洋吉が協力し、キャンディーズ本人は不参加であったが、当時のバックバンドだったMMPが演奏し、スクリーンに映し出されるライヴ映像にシンクロさせるという演出もあった。
これを機に有志により全キャン連のWebサイトが開設され、2009年4月4日には東京・新宿のロフトプラスワンにて「キャンディーズナイト2009」が開催された。その後、全キャン連は日本キャンディーズ協会となり、現在に至る。2024年2月現在、著述家・編集者の石黒謙吾が全キャン連および全ラン連（全国伊藤蘭連盟）の代表を務めている。
2011年4月21日に死去したメンバーの田中好子の葬儀・告別式（2011年4月25日、東京・青山葬儀所）ではファン達が彼女の霊柩車に青い紙テープを投げて出棺を見送った。
2023年12月31日に放送された第74回NHK紅白歌合戦ではキャンディーズ時代以来46年ぶりの出場となった伊藤蘭の応援で、全キャン連のメンバー150名超が会場に集まりコールや紙テープ投げを披露し話題となった。